# ليوبولدو غيرا
ليوبولدو غيرا (بالإسبانية: Leopoldo Guerra)‏ هو محامي غواتيمالي، ولد في 1954 في غواتيمالا.